# Али Саид Абделла
Али Саид Абделла (англ. Ali Said Abdella; сентябрь 1949, Бардули, Сэмиэн-Кэй-Бахри, Британская Эритрея — 28 августа 2005, Асмэра, Эритрея) — эритрейский политический, государственный, военный и дипломатический деятель, революционер.

## Биография

Члены Исполнительного комитета НФОЭ в 1977—1987 гг.:
стоят: Огбе Абраха, Али Саид Абделла (Ali Said Abdella), Себхат Эфрем (Sebhat Efrem), Хайле Уольдетинсаэ (Haile Woldetinsae), Петрос Соломон, Мохаммед Саид Барех, Месфин Хагос, Аль-Амин Мохаммед Саид (Al-Amin Mohammed Said),
сидят: Берхане Гебрезгабихер (Berhane Gherezgiher), Ибрагим Афа (Ibrahim Afa), Ромодан Мохаммед Нур (Romodan Mohammed Nur)Исайяс Афеворки, Махмуд Шрифо (Mahmoud Shrifo)

Родился в семье шейха . Представитель афарского народа. В молодости присоединился к повстанческой группировке Фронта освобождения Эритреи, которая боролась за независимость Эритреи от Эфиопии . В 1965 году прошёл специальную подготовку в Сирии, после чего в 1969 году возглавил операцию коммандос по захвату и последующему сожжению эфиопского самолёта в Карачи, Пакистан. Вскоре вернулся в Эритрею, где был бойцом, командиром отряда повстанцев Эритреи. В 1970-х годах перешёл в другую повстанческую группировку Эритреи — Народный фронт освобождения Эритреи, в 1977 году стал членом Исполнительного комитета НФОЭ. Командовал фронтом Накфа, участвовал в освобождении города в 1977 году.
С момента обретения независимости Эритреи занимал пост командующего военными операциями. Позже, в новом правительстве стал первым министром внутренних дел Эритреи (1993—1997). Затем в феврале 1997 года назначен министром торговли и промышленности (1997—2000). В октябре 2000 года Али Саид был переведен с должности министра торговли и промышленности на должность министра иностранных дел Эритреи (2000—2005). В апреле 2005 года совершил официальный визит в Россию .
Член партии Народный фронт за демократию и справедливость.
Умер от сердечного приступа во сне.